# Pyrgoides
Pyrgoides là một chi bọ cánh cứng trong họ Chrysomelidae.
Chi này được miêu tả khoa học năm 1999 bởi Kelly & Reid.

## Các loài
Chi này gồm các loài:
- Pyrgoides hamadryas (Stal, 1860)